# KDE
Pour les articles homonymes, voir KDE (homonymie).
Ne doit pas être confondu avec Plasma (KDE).
 (décembre 2023).
KDE est un projet de logiciel libre historiquement centré autour d'un environnement de bureau pour systèmes UNIX. Le projet a évolué en un ensemble de programmes :
- KDE Framework, bibliothèques et API fournissant une couche d'abstraction logicielle multiplate-forme ;
- Plasma, environnement de bureau ;
- KDE Gear, ensemble complet d'applications.

L'ensemble est utilisé principalement avec les systèmes d'exploitation GNU/Linux et BSD. Le projet est également disponible avec un support variable, mais croissant[réf. souhaitée], sous : Mac OS X, quelques autres UNIX (Solaris notamment), ainsi que Windows. Pour sa version 4, l'équipe KDE propose sa version pour Windows via un simple installeur. Les exécutables Windows et Plasma devraient donc pouvoir s'ouvrir sur cette plateforme.
KDE est inclus dans la plupart des distributions GNU/Linux populaires. Il est l’environnement de bureau par défaut de certaines comme openSUSE, Mageia ou encore Kaspersky Rescue Disk. D'origine allemande (mais ses développeurs sont actuellement répartis sur tout le globe), KDE est traduit en plus de 100 langues.
KDE est avec GNOME la principale alternative libre et grand public aux interfaces des systèmes d'exploitation plus répandus (c'est-à-dire Windows et Mac OS X). Ses logiciels sont généralement publiés sous la licence GNU GPL, et ses bibliothèques sous la GNU LGPL.
La mascotte du projet est un dragon vert appelé Konqi.

## Origine du nom
KDE était le sigle de « K Desktop Environment » (« Environnement de bureau K »), le K n'ayant pas vraiment de signification. Aux débuts de KDE, le mot « Kool » a été utilisé, mais les développeurs du projet ont renoncé à ce mot. Ils se sont alors contentés de remarquer que dans l'alphabet latin, le K est voisin du L de Linux. Ce nom évoque CDE (pour Common Desktop Environment), l'environnement graphique très répandu sur les machines Unix des années 1990. Finalement, la communauté KDE annonce en 2009 que ce terme ne recouvre plus de signification particulière. L'explication donnée est que qualifier KDE d'environnement de bureau est ambigu, obsolète, voire source de confusion : KDE est devenu un écosystème complet bien au-delà d'un environnement de bureau, et pouvant s'exécuter sur de nombreuses plateformes y compris mobiles.

## Histoire

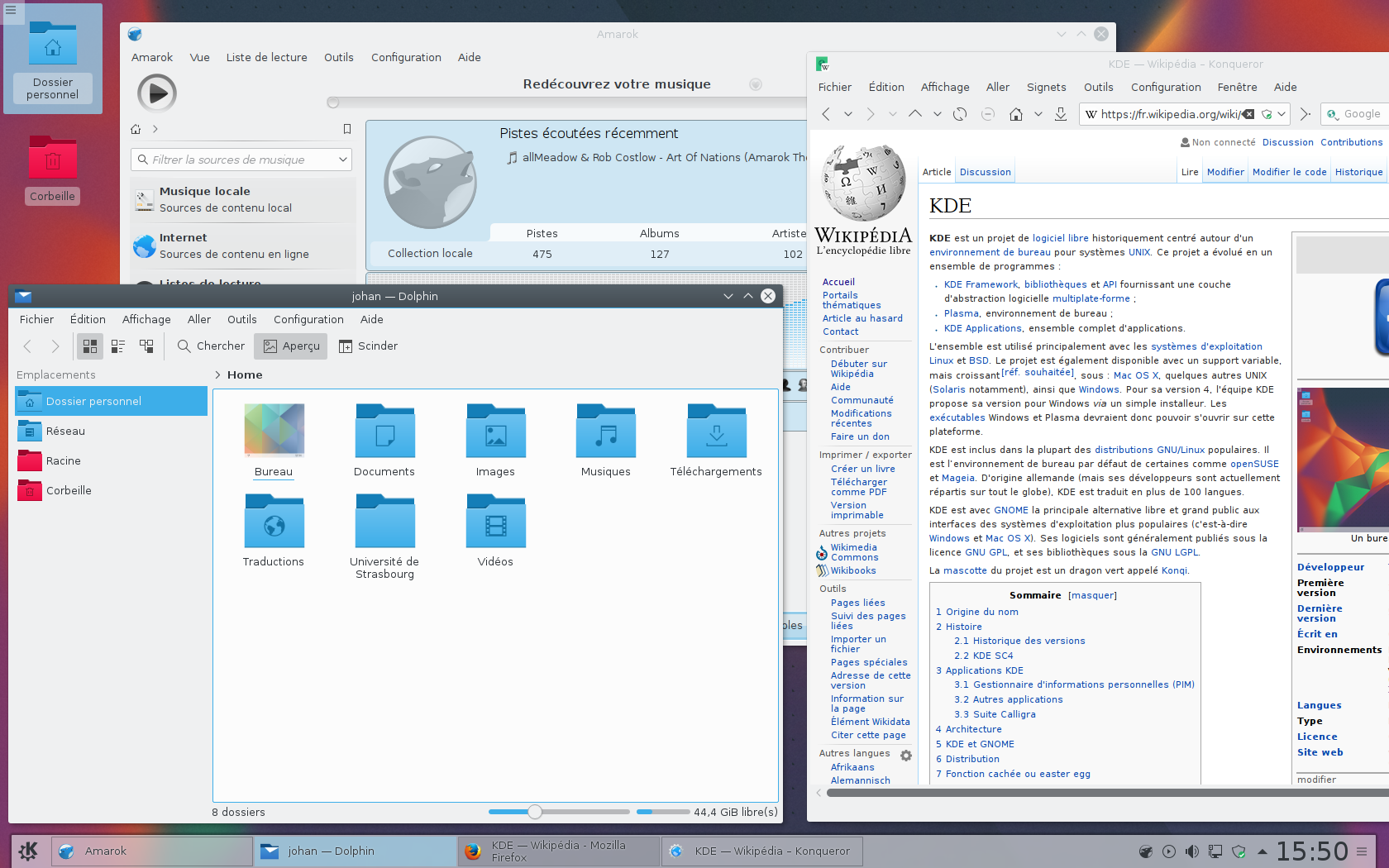
Capture d'écran de KDE 5.5.3 avec Konqueror, un navigateur Web et gestionnaire de fichiers (en bas à droite), Amarok, un lecteur de musique (en haut à gauche).

Le projet KDE a été lancé en octobre 1996 par Matthias Ettrich, qui souhaitait offrir aux utilisateurs de systèmes Unix une interface unifiée, gommant les différences entre les nombreuses boîtes à outils graphiques en usage sous le système X Window. Le choix de la bibliothèque Qt, qui à l'époque n'était pas libre, et dans une moindre mesure l'importance du langage C++ dans le développement de KDE, ont conduit à la création du projet concurrent GNOME en août 1997.
L'année suivante, KDE 1.0 est sorti. Cette version contenait une barre des tâches intégrant un lanceur d'applications, un bureau sur lequel déposer des icônes, le gestionnaire de fichiers Kfm et un grand nombre d'utilitaires. KDE 2.0, sorti en 2000, a été l'occasion d'une réécriture presque complète. Cette version introduisait le shell graphique Konqueror, et plusieurs technologies destinées à intégrer les applications entre elles, à commencer par KParts et DCOP. La barre des tâches a également été remplacée par le tableau de bord, ou kicker, offrant davantage de fonctionnalités.
La version 3.0, publiée en 2002, est une évolution de KDE 2. KDE 3.4, sorti en mars 2005, poursuit le développement en apportant son lot de corrections de bogues et d'améliorations à tous les niveaux, telles qu'une meilleure prise en charge des différentes versions de CSS par KHTML, de l'accessibilité notamment via KTTS pour la synthèse vocale  (KTTS est un sous-système de conversion en paroles) ou encore le début de l'utilisation de HAL (couche d'abstraction matérielle) et DBUS pour suivre les recommandations de freedesktop.org.
KDE 4, utilisant Qt 4, proposait une refonte du système multimédia, de la gestion des périphériques, de l'interface graphique et de plusieurs autres composants majeurs.

### Historique des versions majeures
Cette section ne s'appuie pas, ou pas assez, sur des sources secondaires ou tertiaires indépendantes du sujet. Le texte peut contenir des analyses inexactes ou inédites de sources primaires.
Pour l'améliorer, ajoutez-en, ou placez des modèles {{Source secondaire souhaitée}} ou {{Source secondaire nécessaire}} sur les passages mal sourcés. (décembre 2023)
La publication du manifeste de Matthias Ettrich en 1996 marque le point de départ du projet, qui se réalise début 1998, avec la version 1 de KDE, composée d'un éditeur de texte, d'un gestionnaire de fenêtres, d'un explorateur de fichiers, etc. et bien sûr d'un émulateur de terminal pour accéder au Shell.
| Année de publication | KDE       | Qt      | Nouveautés |
| -------------------- | --------- | ------- | --- |
| 12 juillet 1998      | 1.0       |         | Initialisation, contient une base : le projet comporte un éditeur de texte, un terminal, un gestionnaire de fenêtres, un explorateur de fichiers |
|                      | 1.1       | 1.4     | |
| 23 octobre 2000      | 2.0       |         | |
|                      | 2.2       | 2.2     | Implémentation d'un explorateur de fichier, qui a induit une refonte en profondeur de l'architecture de communication des processus inter et extra (X11,kernel...) avec l'ajout de KIO, KParts, DCOP, aRts et surtout Konqueror navigateur internet et afficheur universel. note: les applications restent basiques et avec des bugs. |
| 3 avril 2002         | 3.0       | 3.0     | Amélioration progressive de l'ergonomie et de la simplicité. Ajout de nombreuses applications. |
|                      | 3.1 - 3.5 | 3.1-3.3 | |
| 11 janvier 2008      | 4.0       | 4.3     | Version majeure avec portage sur Qt4 des applications ouvrant des possibilités d'un cross plateforme sous le nom KDE SC |
| 15 juillet 2014      | 5.0       |         | KDE SC et KDE sont réorganisés en 3 entités : KDE Frameworks 5, KDE Plasma 5 et KDE Applications, qui ont un cycle de vie pas totalement lié. |
| 11 février 2020      | 5.18      |         | introduction de Plasma 5.18 LTS. |
| 8 février 2022       | 5.24      |         | Introduction de Plasma 5.24 LTS |
| 14 février 2023      | 5.27      |         | Introduction de Plasma 5.27 LTS, la dernière version de Plasma 5 avant l'arrivée de Plasma 6. |
| 28 février 2024      | 6.0       | 6.6     | Introduction de Plasma 6 LTS, avec Qt 6 et l'intégration complète de Wayland. |

### Captures d’écran de l’évolution de KDE

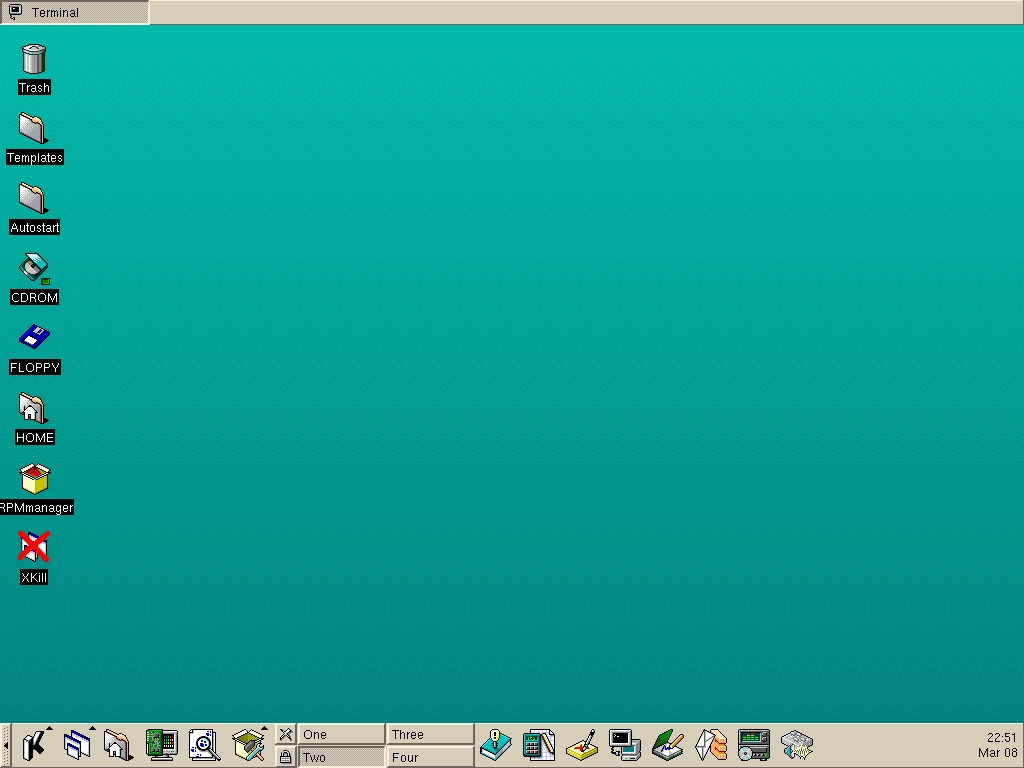
KDE 1.0 1998
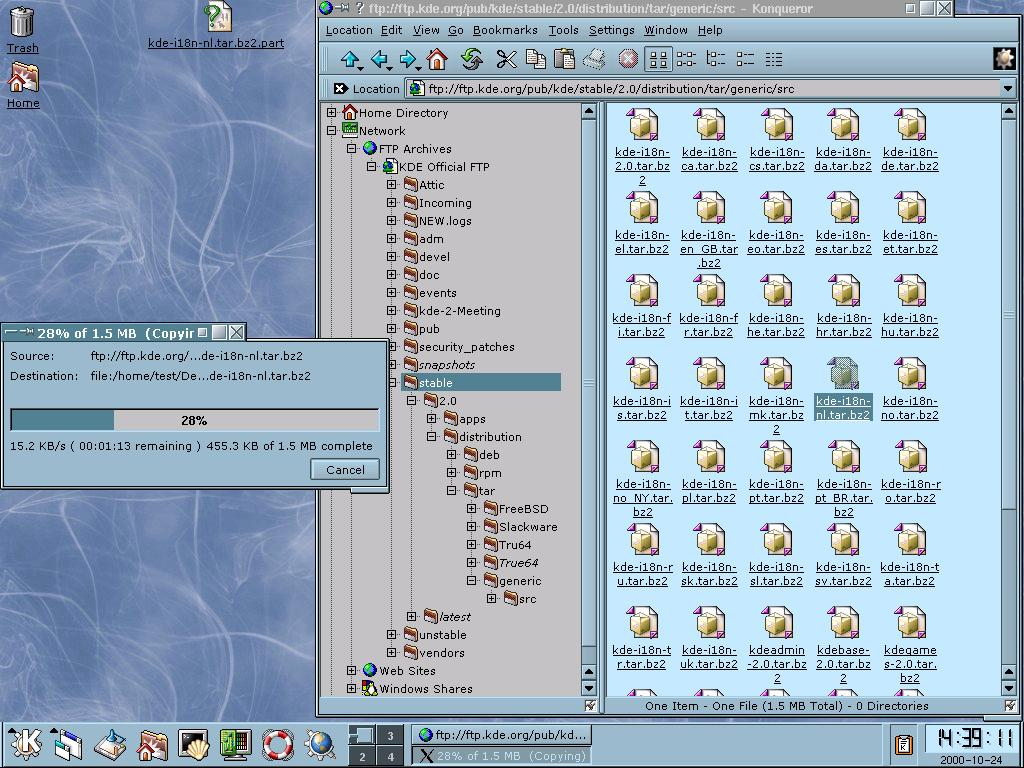
KDE 2.0 (2000)
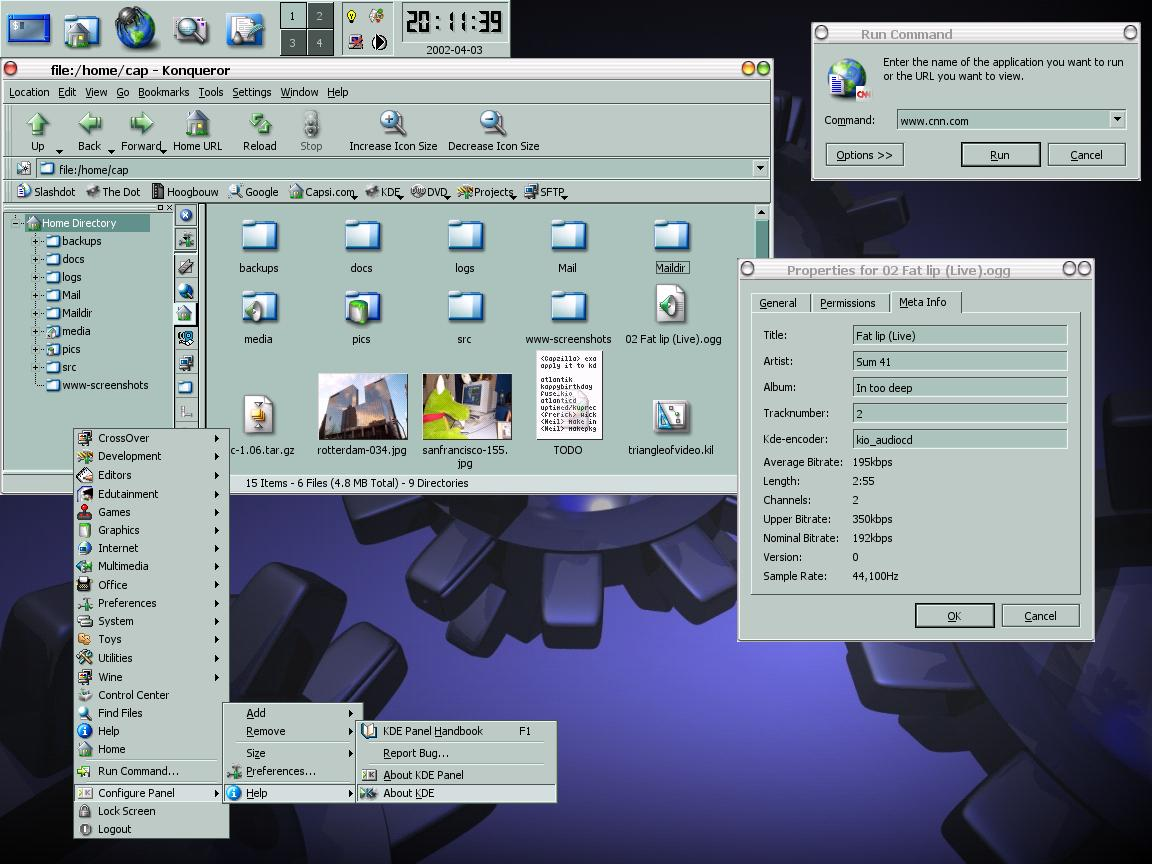
KDE 3.0 (2002)
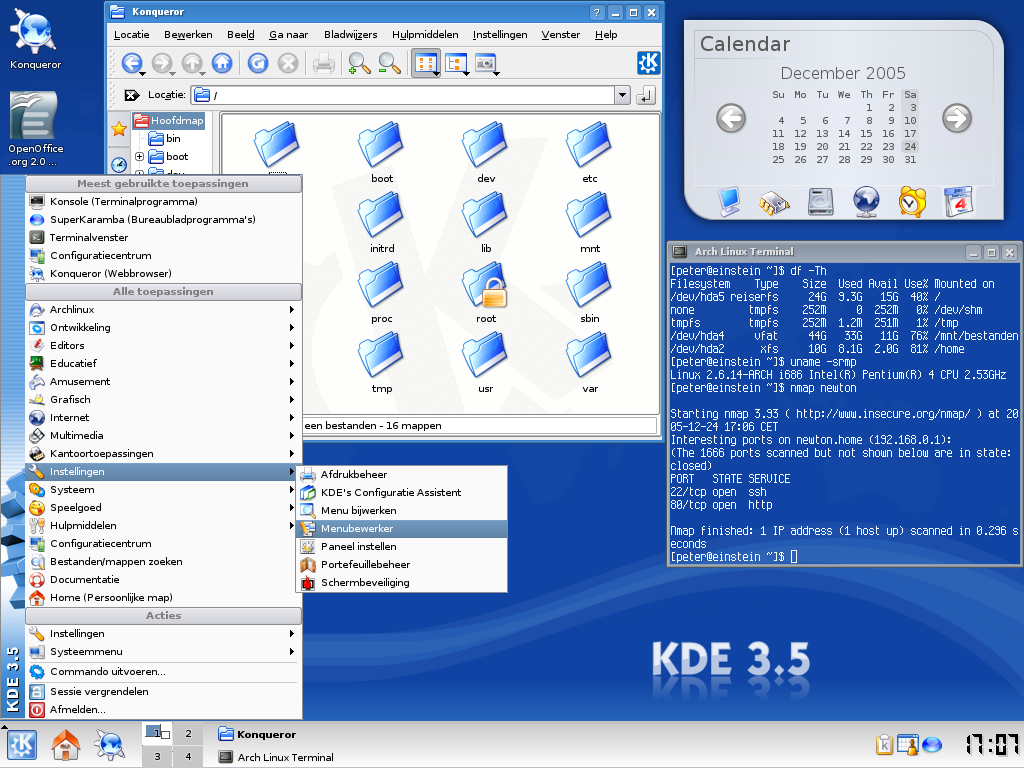
KDE 3.5 (2008)
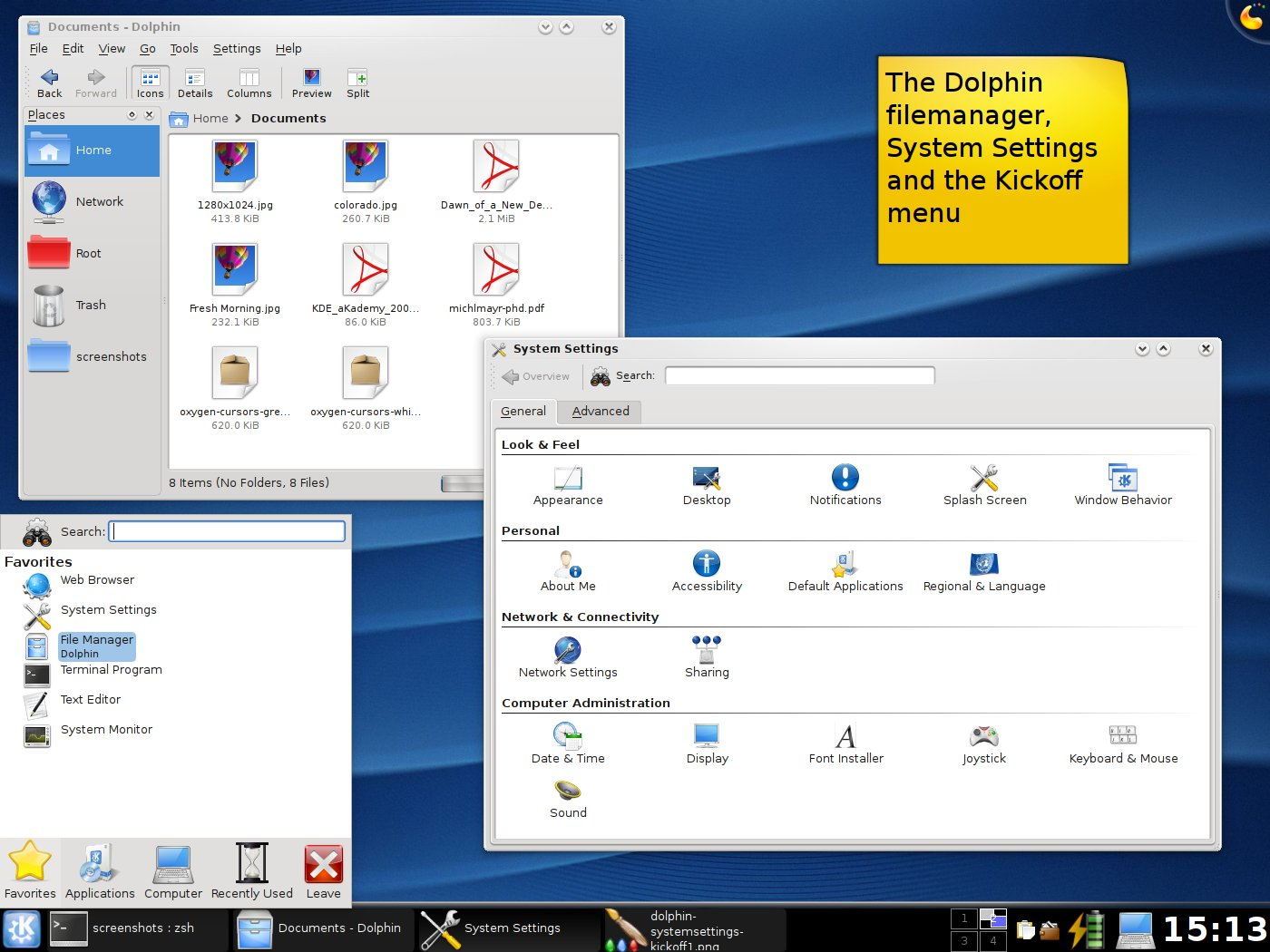
KDE 4.0 (2008)
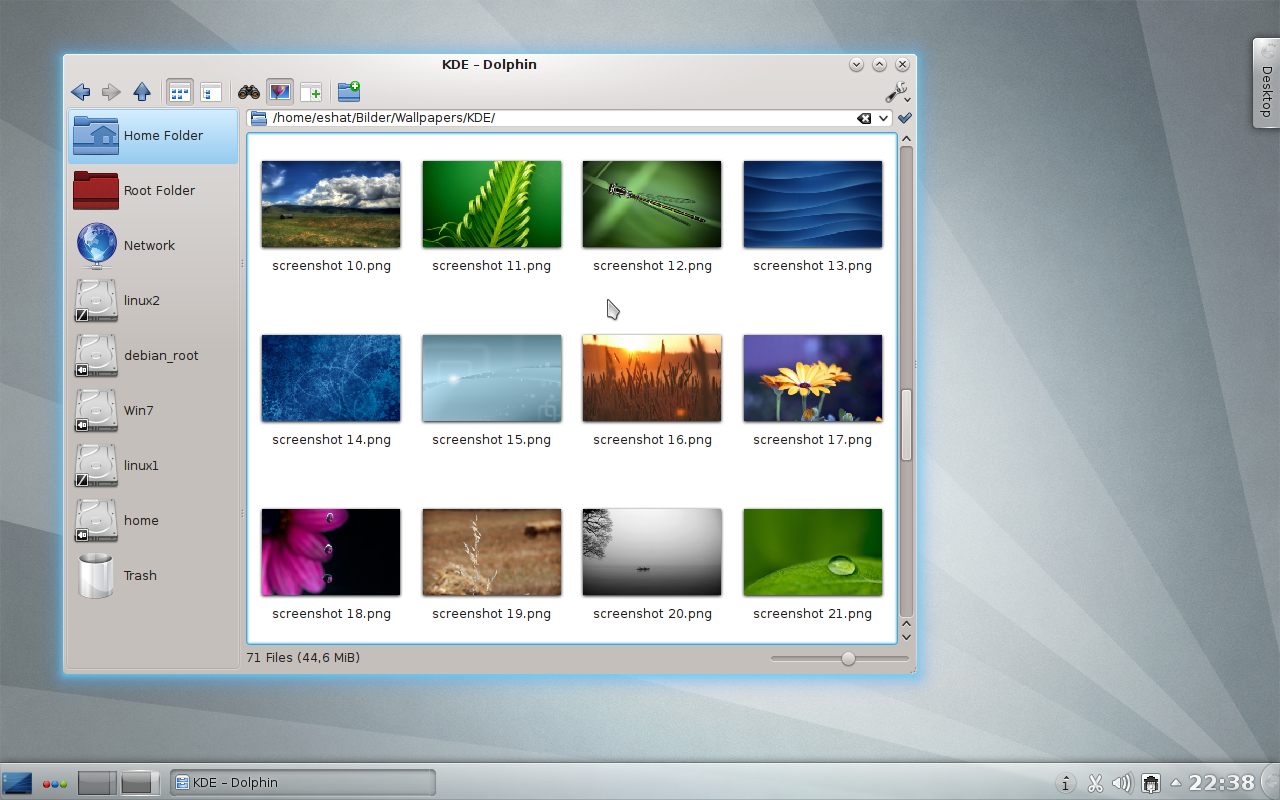
KDE 4.8 (2012)
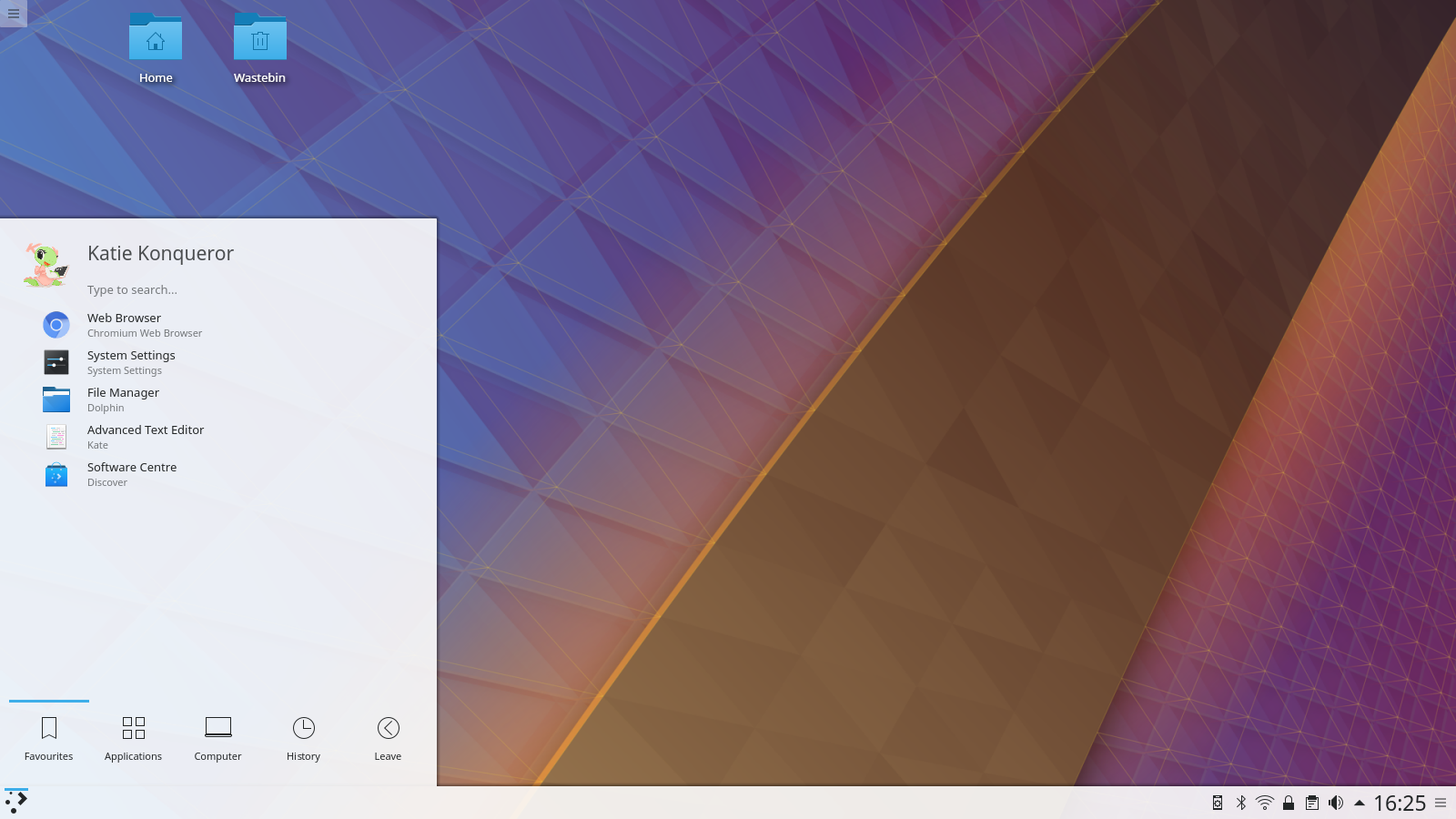
KDE Plasma 5.0 (2014)
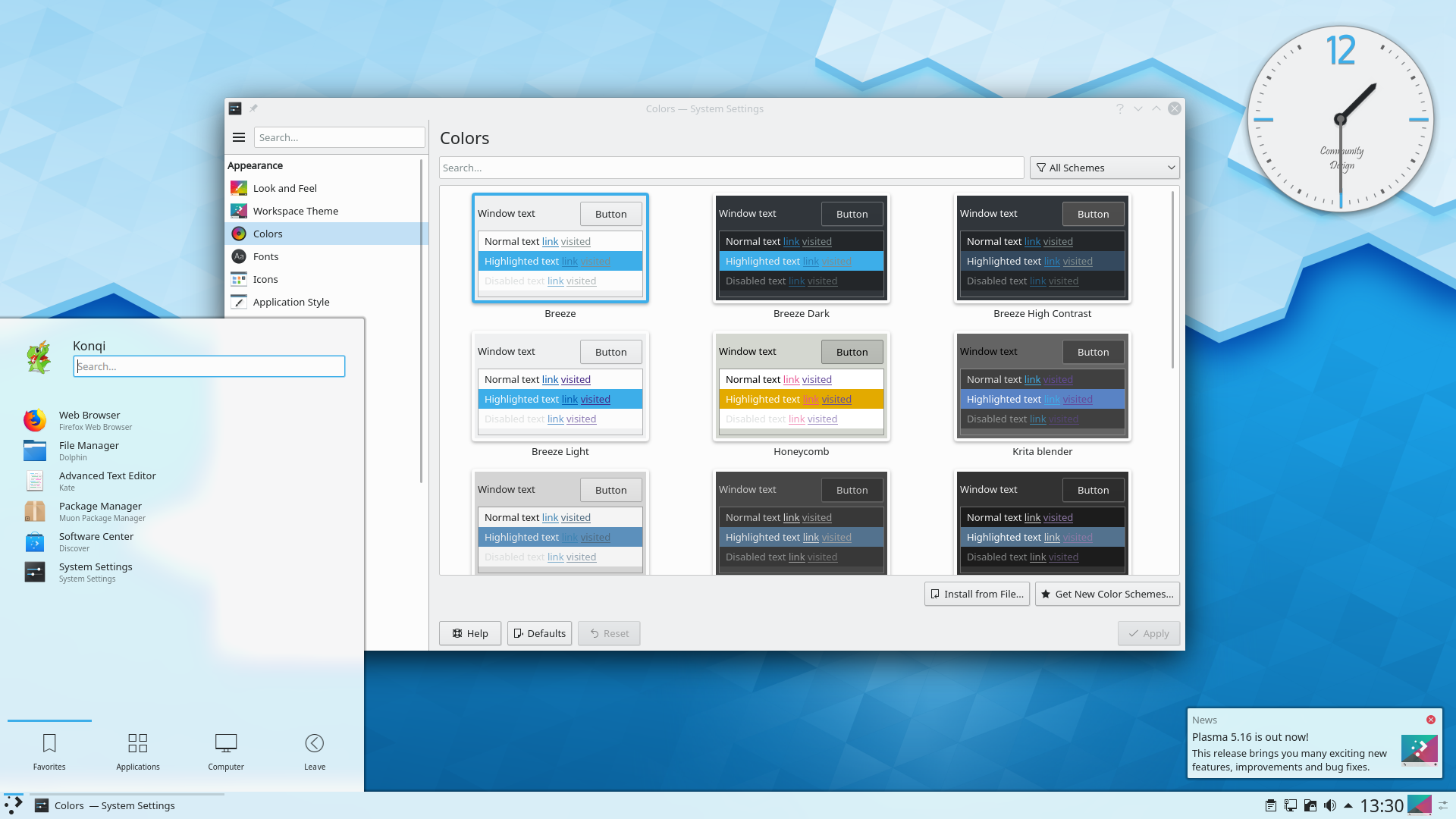
KDE Plasma 5.16 (2019)
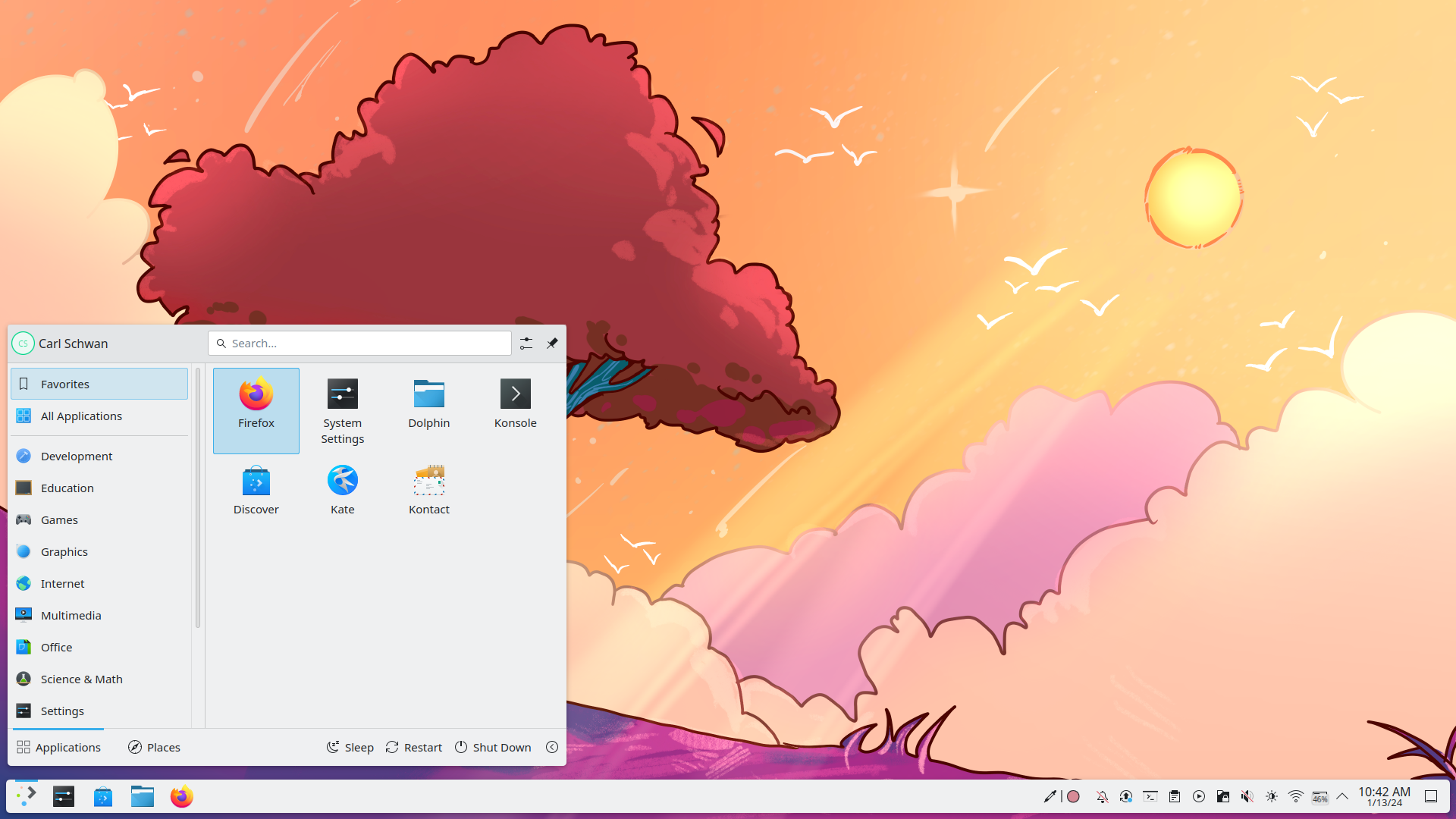
KDE Plasma 6 (2024)

### KDE SC4
KDE 4.0 est sorti le 11 janvier 2008. Cette nouvelle version majeure est l'occasion de changements importants, comme :
- le passage à Qt 4, plus rapide, moins gourmand en mémoire, avec des capacités graphiques largement améliorées grâce à son nouveau moteur de rendu, Arthur ;
- la refonte de Kicker (le tableau de bord de KDE), KDesktop (l'application qui gère le fond d'écran) et de SuperKaramba (une application permettant d'utiliser le fond d'écran pour afficher des mini-programmes pouvant donner la météo, le nombre de courriels non lus, la liste de contacts connectés, etc.) dans une seule et unique application : Plasma ;
- création de NEPOMUK, un système permettant de créer et d'indexer des relations entre les objets. Concrètement, ce système permet de savoir qu'une image a été téléchargée de l'article KDE de Wikipédia puis envoyée par courriel à un contact. De plus, Tenor permettra la recherche rapide de fichiers, à l'instar du Spotlight d'Apple ;
- un nouveau thème d'icônes par défaut nommé Oxygen (des icônes plus « rafraîchissantes » );
- L'intégration d'effets visuels, regroupés sous le nom de Coolness ;
- un travail sur l'ergonomie de KDE ;
- intégration d'une nouvelle interface d'abstraction entre les applications et les moteurs multimédias (GStreamer, aRts, Xine, etc.) avec le projet Phonon ;
- le projet Solid, pour une meilleure intégration du matériel.

Les versions mineures suivantes ont depuis permis à KDE4 de devenir mature et son utilisation est recommandée par ses développeurs[non neutre] pour tous les utilisateurs finaux depuis la version 4.2[source secondaire souhaitée].

### Nouvelle organisation des projets KDE
En juillet 2014, KDE redéfinit ses projets ainsi :
- Plasma, l'environnement de bureau ;
  - Avec un numéro de version 5.X, une sortie est prévue tous les 3 mois.
- KDE Applications, l'ensemble complet d'applications ;
  - Avec un numéro de version année.mois (par exemple 15.04 pour Avril 2015), une sortie est prévue tous les 4 mois.
- KDE Framework, les bibliothèques et API fournissant une couche d'abstraction logicielle multiplate-forme.
  - Avec un numéro de version 5.X, une sortie est prévue par mois.

Le terme KDE définit maintenant la communauté.

## Applications KDE
Toute application provenant de GNOME (comme GIMP ou Inkscape) ou de tierce partie (comme Mozilla Firefox, LibreOffice ou Éclipse) peut être utilisée sous KDE. Mais la richesse de KDE est la profusion d'applications qui ont été écrites spécialement pour lui, et sont donc particulièrement bien intégrées et légères lorsqu'elles sont utilisées sous KDE (respect des conventions et des particularités de cet environnement et réutilisation des bibliothèques et autres composants déjà présents en mémoire).

### Gestionnaire d'informations personnelles (PIM)

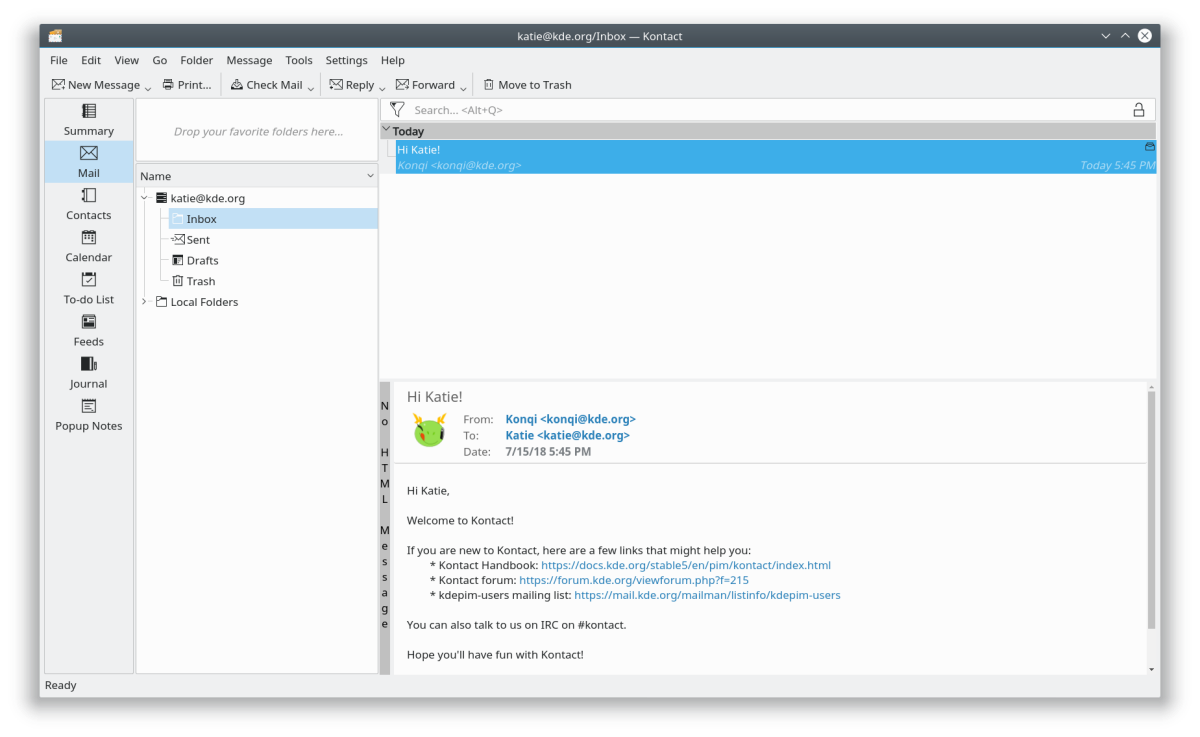
Kontact : courriel, calendrier, notes…

Le gestionnaire d'informations personnelles, client de courrier électronique, forums de discussion, lecteur RSS…, nommé Kontact, contient :
- un client de courrier électronique (KMail) ;
- un carnet d'adresse (KAddressbook) ;
- un agenda (KOrganizer) ;
- une gestion des notes (KNotes) ;
- un agrégateur de flux RSS (Akregator).

### Autres applications
- KRunner ou Katapult permettent de lancer des applications par pression sur une touche ;
- des navigateurs Web : Konqueror, Rekonq, Falkon et plus récemment Angelfish ;
- des explorateurs de fichiers : Dolphin, Konqueror ;
- des lecteurs multimédia : Elisa, JuK, Dragon Player, Kaffeine, KMPlayer ;
- un client de messagerie instantanée multiprotocole : Kopete ;
- un client BitTorrent : KTorrent ;
- des logiciels de discussion pour IRC : Konversation ;
- un logiciel de gravure : K3b ;
- des éditeurs de texte : KWrite, Kate, KEdit et Kile ;
- de nombreux jeux : KAtomic, KLines, KMines, Ktetris, etc. ;
- un client pour le dictionnaire dict : Kdict ;
- un dictionnaire anglais/japonais et de kanji : Kiten ;
- un émulateur de terminal : Konsole ;
- un environnement de développement intégré : KDevelop ;
- un logiciel de tracé de fonctions : KmPlot ;
- un logiciel de développement web : Quanta Plus ;
- et bien d'autres encore (la liste plus complète dans ici).

### Suite Calligra
La suite Calligra (2010-), dérivée de KOffice (2000-2011), est le sous-projet le plus important de KDE. Il s'agit d'une suite bureautique composée de nombreux composants, parmi lesquels figurent un traitement de texte (Words - anciennement KWord), un logiciel de traitement d'image (Krita) et un logiciel gérant des bases de données (Kexi). Chaque composant est utilisable également en tant qu'application indépendante.
Produire et faire utiliser une suite bureautique est une tâche extrêmement difficile, surtout pour un projet comme Calligra disposant de ressources financières et humaines très limitées.
Le secteur de la bureautique est principalement occupé par deux poids lourds :
- Microsoft Office dans la bureautique propriétaire,
- LibreOffice dans la bureautique libre.

La version 2 de KOffice ne dispose pas des mêmes fonctionnalités que ces deux suites logicielles. Pour néanmoins trouver sa niche d'utilisation, le projet KOffice a poursuivi à partir de 2005 la stratégie suivante :
- Mettre en avant l'intégration avec son environnement de prédilection KDE où il ne peut être concurrencé. En tant que vraie application KDE, toute application Calligra apporte à l'utilisateur de KDE les bénéfices suivants : standardisation des comportements, des menus, des icônes, des raccourcis claviers ; transparence réseau grâce à la technologie KIO ; intégration avec d'autres applications notamment Konqueror grâce à la technologie KParts ; légèreté du fait de la réutilisation des bibliothèques de KDE. Toutefois, un projet travaille sur l'intégration de LibreOffice dans KDE ;
- Parier sur le succès d'OpenDocument. Si Microsoft Office domine le secteur bureautique, c'est aussi du fait de l'omniprésence de ses différents formats de fichier propriétaires de cette suite qui renforce son monopole et réciproquement (voir Externalité positive). Calligra n'a pas comme LibreOffice de support quasi complet des formats Microsoft (.doc, .xls, .ppt, etc.), et a utilisé son propre format de fichier ouvert. Pour rompre cet isolement, Calligra a donc adopté le format OpenDocument. En étant la première suite juste avant OpenOffice.org à annoncer un support (variable suivant les composants) de ce format, Calligra lui permet d'être plus que simplement le format d'OpenOffice (tout standard doit faire l'objet d'au moins deux implémentations distinctes) et pourra profiter d'un éventuel succès d'OpenOffice.org notamment sous Microsoft Windows ;
- Innover en matière d'ergonomie. Peu connu par rapport aux deux mastodontes plus complets et utilisés, Calligra ne pourra trouver son public que s'il simplifie la vie de ses utilisateurs[non neutre], notamment pour les tâches simples et pour les grands documents. Le projet KOffice a donc organisé un concours qui s'est terminé début 2006.

## Architecture logicielle
Le travail accompli sur KDE peut se mesurer en quelques chiffres :
- Le référentiel SVN du code source de KDE contient actuellement (2009) plus de 4 millions de lignes de code[7] (pour comparaison, le noyau Linux 2.6 contient environ 13,5 millions de lignes de code[8]) ;
- Plus de 800 contributeurs aident au développement de KDE[source secondaire souhaitée] ;
- L'équipe de traduction à elle seule est constituée d'environ 300 personnes ;
- KDE a plus de 17 miroirs web officiels dans plus de 12 pays[9][source insuffisante] ;
- KDE a plus de 106 miroirs FTP officiels dans plus de 39 pays[9].

Un projet comme OpenOffice.org, équivalent à un seul sous-projet de KDE (KOffice) est à lui tout seul légèrement plus gros en nombre de lignes de code. L'explication avancée par le projet KDE est une architecture bien pensée, un aspect rarement remarqué par les utilisateurs, mais qui rend les développeurs productifs. Cette architecture se décompose en plusieurs sous-systèmes :
- à la base, la bibliothèque libre Qt produite et supportée par l'entreprise Nokia ;
- KDEBase est l'ensemble de base de bibliothèques et d'applications pour obtenir un environnement de bureau KDE minimal et fonctionnel. En particulier, ce paquet contient les logiciels formant le bureau KDE, comme Kicker, KDesktop, KControl, Konqueror et Konsole.
- Kde-i18n est un paquet de traduction pour les applications de KDE.
- KIO, une technologie d'abstraction des entrées-sorties. Elle permet à Konqueror et aux autres applications KDE d'accéder à des systèmes de fichiers réseaux (par SSH par exemple), aux périphériques Bluetooth, aux fichiers compressés, etc. sans que ces applications aient à remarquer qu'il ne s'agit pas de fichiers normaux. Les utilisations sont nombreuses, soit par les applications de manière interne, soit par l'utilisateur[10] ;
- KParts : un système permettant de créer et de réutiliser des composants logiciels ;
- DCOP (pour Desktop Communication Protocol) s'occupe des communications entre programmes KDE. L'utilisateur avancé désirant s'éviter des manipulations répétitives peut aussi s'en servir pour piloter n'importe quelle application[11]. DCOP est remplacé par D-Bus dans KDE 4 ;
- Kiosk : système utile dans un environnement contrôlé, permettant de désactiver à volonté certaines fonctionnalités de KDE ;
- KHTML : un moteur de rendu HTML, principalement utilisée par le Navigateur web Konqueror, mais n'importe quelle application peut s'en servir à l'exemple d'Amarok qui s'en sert pour afficher les notices bibliographiques de Wikipédia. Une version dérivée de KHTML, connue sous le nom de WebKit, est également utilisée par Apple pour son navigateur Safari et par Google pour les navigateurs Chrome et Chromium. KDE (depuis 4.4) et Qt (depuis 4.4) offrent aussi la possibilité d'utiliser WebKit comme remplacement à KHTML;
- KConfigXT : produit à partir d'un fichier XML le code source s'occupant de gérer les configurations de l'application, notamment son interaction avec sa boîte de configuration ;
- XML GUI : permet la définition d'éléments de l'interface (menus, boîte de dialogues) dans un fichier XML ;
- Ktts (text-to-speech) : synthèse vocale ;
- aRts : plate-forme multimédia et serveur de sons, remplacée par Phonon dans KDE 4.

## KDE et GNOME
KDE et GNOME 
- KDE se veut détaillé et hautement configurable.
- GNOME se veut épuré et favorable aux utilisateurs novices

.
De manière à faire cohabiter différents environnements, Freedesktop.org a été créé (en 2000) avec pour objectif d'être une zone informelle de collaboration entre eux (mais ouverte aux autres) et visant à harmoniser l'infrastructure commune comme les raccourcis claviers, la détection du matériel, l'échange de données entre applications (comme avec le copier-coller, couper-coller et glisser-déposer), etc. C'est ainsi que depuis plusieurs années les applications KDE fonctionnent sous GNOME et inversement. Il reste néanmoins des choix d'ergonomie différents et des fonctionnalités pas toujours correctement intégrées.
Lorsque des programmes de GNOME et KDE sont utilisés de manière simultanée, les deux bibliothèques graphiques sont chargées. Aujourd'hui cela pose rarement un problème en ce qui concerne la mémoire vive, mais nuit à l'efficacité du cache sur le microprocesseur.

### Anecdote
En 2005, Linus Torvalds fait parler de lui lorsque dans la liste de diffusion de GNOME[source insuffisante], il encourage les gens sous GNOME à passer sous KDE. Il écrit dans un autre message que GNOME semble programmé par des « nazis de l'interface »[source insuffisante]. Ceci fait suite à une dispute sur l'ajout ou non de fonctions avancées dans le logiciel d'impression de GNOME. Cette attaque n'est pas du goût des responsables de KDE et Aaron Seigo (un important développeur de KDE) appelle au calme en disant qu'il est normal et nécessaire que les deux environnements fassent des choix d'interface différents et que le dénigrement d'un bureau ne contribue pas à renforcer l'autre, mais au contraire, lui nuit via la polémique que ce genre d'interventions génère inévitablement, alors même que GNOME et KDE ont à travailler ensemble, notamment pour obtenir le soutien des entreprises de développement indépendantes, de meilleurs pilotes, l'amélioration de X11 et un Freedesktop plus fonctionnel.
Début 2009, peu avant la sortie de KDE 4.2 et sans pour autant revenir sur ses déclarations précédentes, Linus Torvalds annonce utiliser GNOME sur sa distribution personnelle (Fedora). La raison de ce changement, pour cet utilisateur habitué à KDE, a été la sortie de KDE 4 qui est, selon lui, un désastre dans l'état actuel des choses. Il a cependant envisagé de tester à nouveau KDE quelques mois plus tard afin de voir les progrès réalisés. La rupture entre KDE 3 et 4, bien que compréhensible (nécessité de remplacer à terme des icônes statiques par des widgets dynamiques), a été menée, toujours selon lui, de manière trop abrupte et maladroite, là où les développeurs de GNOME en auraient discuté plus ouvertement, et auraient probablement revu leur copie.

## Distribution
KDE est l'un des environnements de bureau libres les plus utilisés[source secondaire nécessaire]. Il est notamment l'environnement par défaut des distributions Linux Kubuntu, Mageia, openSUSE, Chakra Linux et Calculate Linux.
Il est également possible d'installer KDE sur Windows et Mac OS X.

## Fonction cachée oueaster egg
Il faut taper (Alt + F2), puis taper « life ». Il est alors indiqué « =42 » qui est la réponse à la Grande Question sur la vie, l'univers et le reste[pertinence contestée].

## Neon (KDE)
KDE neon (en) est une distribution Linux qui intègre les versions des plus récentes de KDE Plasma, proposant aussi une branche contenant les versions qui ne sont pas encore stabilisées.

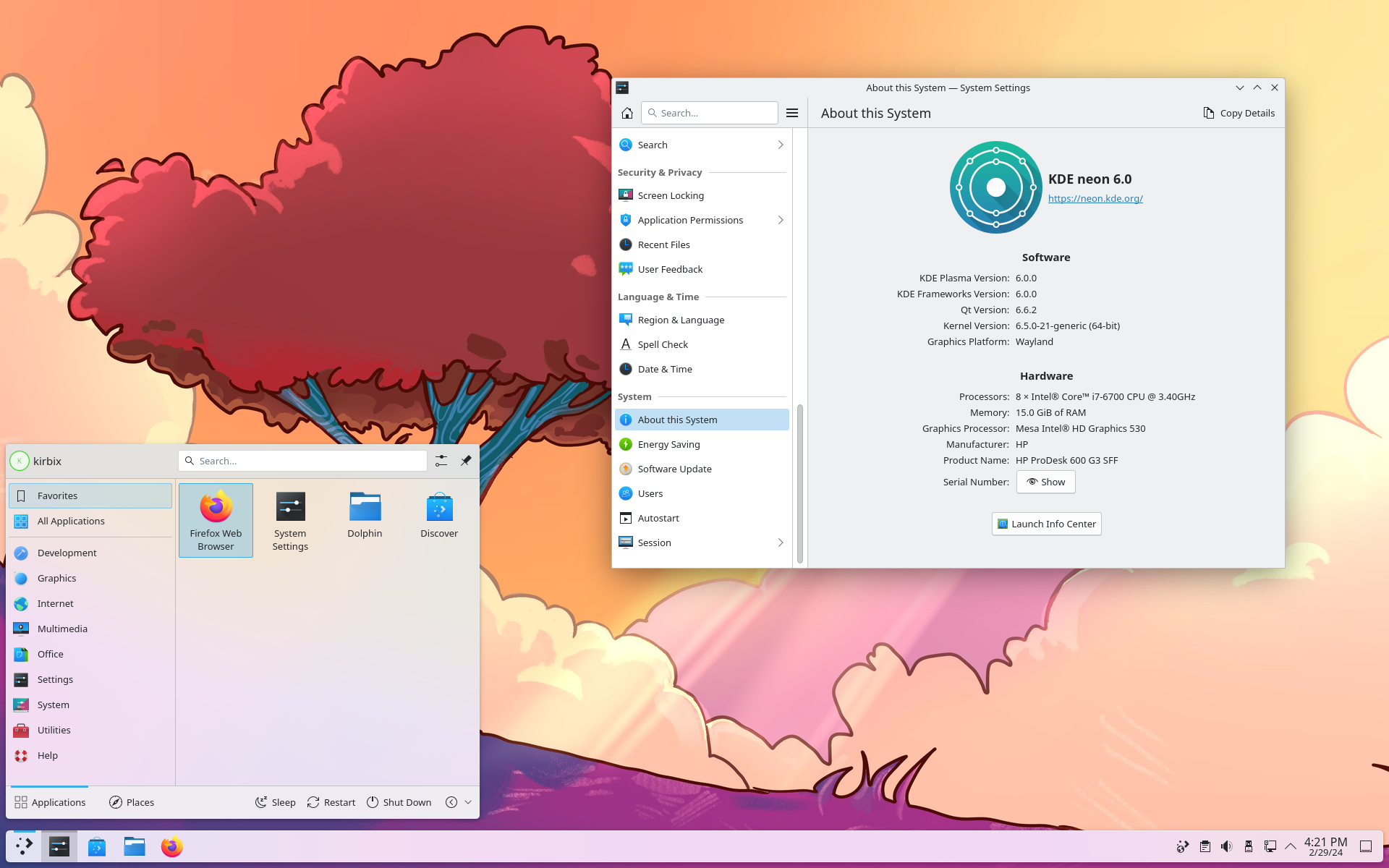
KDE Neon avec Plasma 6.

Neon (KDE) a débuté comme un ensemble de paquets regroupés autour d'Ubuntu, Plasma et Wayland dans le cadre des projets KDE. Bien que ses créateurs se défendent de le présenter comme distribution Linux, on peut l'installer exactement comme si c'en était une. En juin 2016, la version en cours est la 5.7. PC World fournit sur elle en 2016 un avis très favorable.

## Konqi

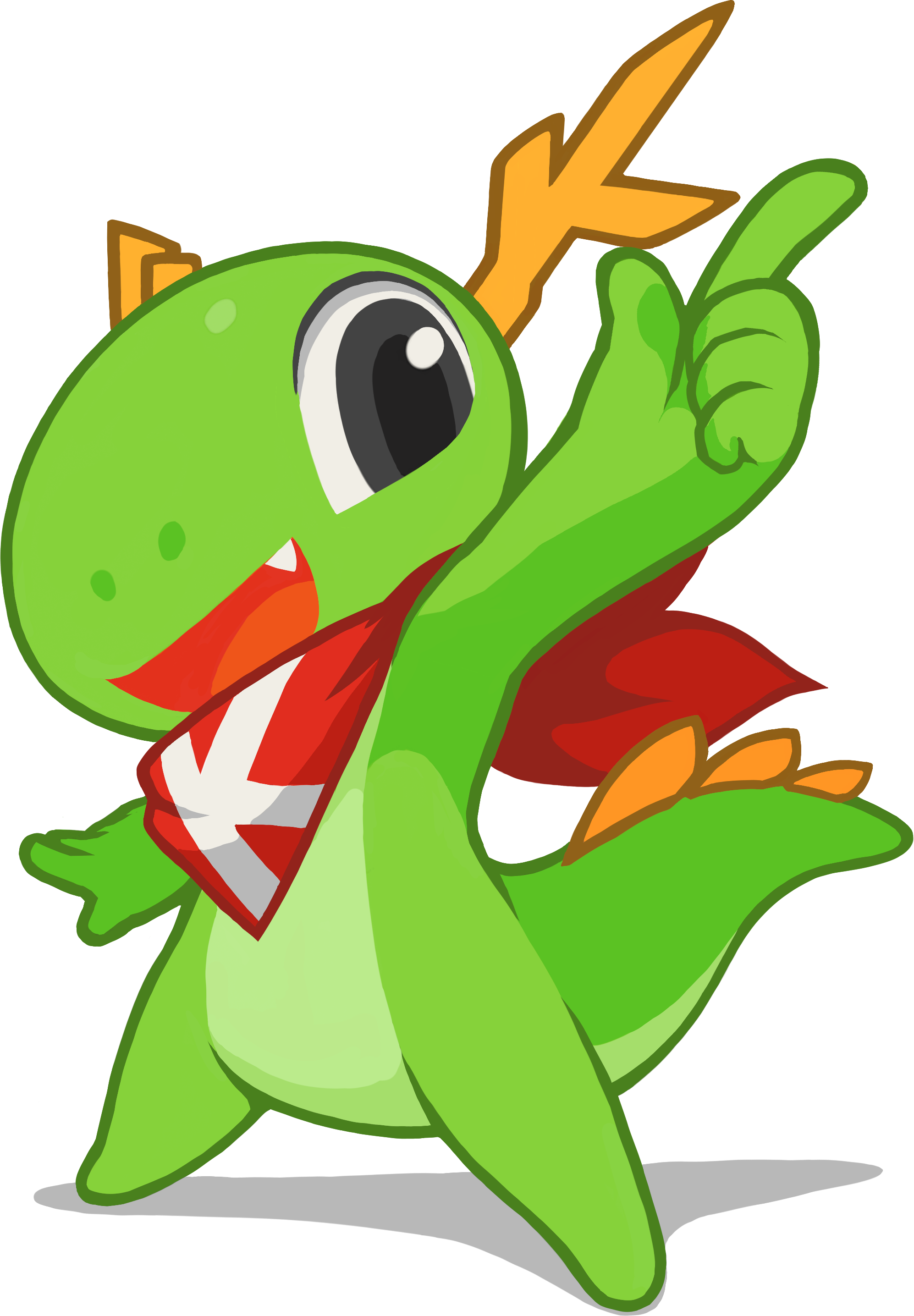
Konqi, la mascotte de KDE

Konqi est un petit dragon vert, mascotte du projet KDE. Son nom a été choisi d'après Konqueror, le navigateur web et gestionnaire de fichiers du projet KDE. La première version a été créée en 1999 par Stefan Spatz et la version actuelle a été créée par Tyson Tan (en) (钛山).
Dans la version de Stefan Spatz, Konqi est dragon vert rendu en 3D. Il ne porte rien d'autre qu'un bandana rouge autour du cou, sur lequel est inscrite la lettre K en capitale blanche. Dans la version plus actuelle, Konqi est dessiné en 2D avec un style épuré.
Konqi est apparu dans les versions 3.x de KDE. Ainsi, il était notamment présent sur le splash screen de la version 3.0 beta.
Toutefois, bien que la mascotte des versions 2.x fût un sorcier appelé Kandalf, Konqi s'y manifestait déjà dans les boîtes de dialogue signalant qu'une application avait planté.